# Emma Preisendanz
Emma Preisendanz (* 2002 in Tübingen) ist eine deutsche Schauspielerin.

## Leben und Karriere
Preisendanz wurde 2002 in Tübingen geboren und wuchs anschließend in München auf.
Preisendanz spielte 2009 als Kinderdarstellerin in der vom Sender Das Vierte produzierten Fernsehserie Ein Haus voller Töchter die Rolle der Katinka ‚Knöpfchen‘ Vogel. 2010 und 2011 folgten Nebenrollen in dem Fernsehfilm Mein Bruder, sein Erbe und ich sowie dem Spielfilm Was machen Frauen morgens um halb vier?.
In dem Kurzfilm Holy Moms spielte sie 2018 an der Seite von Lavinia Wilson einen frühreifen Teenager. 2019 erhielt sie eine Episodenhauptrolle in der zweiteiligen Tatort-Folge In der Familie, die im November 2020 anlässlich des 50-jährigen Bestehens der Fernsehreihe erstausgestrahlt wurde.

## Filmografie
- 2009: Ein Haus voller Töchter (Fernsehserie, 4 Folgen)
- 2010: Mein Bruder, sein Erbe und ich (Fernsehfilm)
- 2011: Was machen Frauen morgens um halb vier?
- 2018: Holy Moms (Kurzfilm)
- 2020: SOKO München (Fernsehserie, Episodenrolle, Folge: Endstation)
- 2020: Tatort: In der Familie (zweitlg. Fernsehfilm)
- 2022: WaPo Bodensee (Fernsehserie, Episodenrolle, Folge: Die letzte Meile)
- 2024:  Hagen – Im Tal der Nibelungen (Film)
- 2024: Polizeiruf 110: Jenseits des Rechts